# Phyllachora kamalii
Phyllachora kamalii är en svampart som beskrevs av Seshadri 1968. Phyllachora kamalii ingår i släktet Phyllachora och familjen Phyllachoraceae.   Inga underarter finns listade i Catalogue of Life.